# Reichenbachia demissa
Reichenbachia demissa är en skalbaggsart som beskrevs av Thomas Casey 1894. Reichenbachia demissa ingår i släktet Reichenbachia och familjen kortvingar. Inga underarter finns listade i Catalogue of Life.